# Rosamund Marriott Watson
Rosamund Marriott Watson, née Ball le 6 octobre 1860  à Homerton Row (Royaume-Uni) et morte le 29 décembre 1911, est une poétesse, écrivaine naturaliste et critique britannique. Au début de sa carrière, elle utilise les noms de plume Graham R. Tomson et Rushworth Armytage.

## Jeunesse et éducation
Rosamund (ou Rose) Ball, naît à Homerton Row, Hackney, au nord de Londres, le 6 octobre 1860, la cinquième et dernière enfant de Benjamin Williams Ball, comptable et poète amateur, et de Sylvia (Good) Ball. Sa mère meurt d'un cancer alors qu'elle n'a que 13 ans ce qui lui laisse disposer d'une liberté inhabituelle pour lire et écrire. Elle ne semble pas avoir reçu d'éducation formelle. Son père lui interdit de suivre sa première aspiration pour la peinture et elle se tourne vers l'écriture. Son frère aîné Wilfrid Ball devient peintre de paysages et de sujets marins et l'introduit dans les cercles littéraires de Londres et à John Lane, l'éditeur influent de The Yellow Book.
En 1879, Rosamund Ball épouse George Francis Armytage, un riche Australien. Le couple a deux enfants, Eulalie et Daphné, mais à la naissance de cette dernière, en 1884, il se sépare.

## Carrière
Rosamund Ball commence sa carrière littéraire en 1883, avec une chronique sur la mode moderne pour The Fortnightly Review. Elle écrit dans plusieurs magazines puis, en 1886, ses premiers poèmes paressent dans les périodiques américains Scribner's Magazine et The Independent (NY).
Elle publie d'abord ses poèmes sous le pseudonyme de Rushworth Armytage, nom de son premier époux, Vers 1886, elle s'enfuit avec l'artiste Arthur Graham Tomson, abandonnant peu de temps après le pseudonyme Armytage au profit de « Graham R. Tomson ». Après son divorce de Tomson, elle vit avec le romancier H. B. Marriott Watson jusqu'à sa mort ; ils ne se sont jamais mariés, même si certains de ses nécrologies l'aient désignée comme sa femme. Ils ont un fils, Richard, tué pendant la Première Guerre mondiale.
Les principaux succès de Rosamund Watson viennent de sa poésie, influencée par Alfred Tennyson et Dante Gabriel Rossetti. Elle utilise un large éventail de formes et de méthodes poétiques, notamment des sonnets, ballades, rondeaux, villanelles, poèmes en dialecte et traductions. Ses sujets vont de la nature, le surnaturel, les légendes et les contes populaires à l'amour, la perte et l'art lui-même. Bien que les poèmes puissent être maniérés, sa perspicacité, ses relectures féministes d'histoires traditionnelles et son penchant pour l'expérimentation formelle préfigurent le modernisme.
Les poèmes de Rosamund Watson sont publiés dans divers magazines et revues contemporains, dont The Yellow Book. Tares, publié en 1884 de manière anonyme alors que son premier mariage est en train de se briser, se concentre sur les désillusions de l'amour. Watson utilise le pseudonyme de Tomson pour The Bird-Bride et pour la première édition de A Summer Night.
En travaillant sous pseudonyme, Rosamund Watson fait partie d'une tendance de la fin du XIXe siècle parmi les femmes écrivains essayant de percer dans les cercles littéraires dominés par les hommes. Cette démarche réussit puisque l'éditeur Andrew Lang loue l'un de ses premiers poèmes en pensant qu'il est d'un homme. Parmi ses contemporaines poursuivant le même objectif se trouvent Mary N. Murfree ("Charles Egbert Craddock") et Mary Chavelita Dunne Bright ("George Egerton"). Une fois établie sur la scène littéraire londonienne, les éditions ultérieures de A Summer Night portent son vrai nom, tout comme ses livres suivants, dont le roman de 1900, An Island Rose.
Elle écrit abondamment sur le jardinage et ses essais sur le sujet (ainsi que quelques-uns de ses poèmes) sont publiés dans un ouvrage, The Heart of a Garden (1906). Elle tient également plusieurs chroniques sur le design d'intérieur et la mode. Certaines de ces colonnes sont rassemblées dans The Art of the House (1897). Elle écrit une chronique intitulée « Wares of Autolycous » pour la Pall Mall Gazette.
À partir de 1892, Rosamund Watson édite le magazine Sylvia's Journal, un mensuel féminin progressiste à tendance féministe qui couvre une gamme de sujets allant du travail et de l'art à la sphère domestique. Les contributeurs comprennent Violet Hunt, Edith Nesbit et d'autres.
Rosamund Watson meurt d'un cancer le 29 décembre 1911 à l'âge de 51 ans.

## Livres

### Poèmes
- Tares: a Book of Verses (1884; first edition carries no author name)
- The Bird-Bride: a Volume of Ballads and Sonnets (1889; as Tomson)
- A Summer Night and Other Poems (1891 as Tomson; 1895 as Watson)
- Vespertilia and Other Verses (1895)[9]
- Old Books, Fresh Flowers (1899)
- The Patchwork Quilt (1900)
- After Sunset (1904)
- The Poems of Rosamund Marriott Watson (1912)

### Non fiction
- The Art of the House (1897)
- The Heart of a Garden (1906)
- The Lamp and the Lute (1912)

### Roman
- An Island Rose (1900)